# Liste der Premierminister von St. Vincent und den Grenadinen
Liste der Premierminister von St. Vincent und den Grenadinen.

## Chief Minister
| Name                     | Lebensdaten | Amtszeit                    |
| ------------------------ | ----------- | --------------------------- |
| Ebenezer Theodore Joshua | 1908–1991   | 1956 – Mai 1967             |
| Robert Milton Cato       | 1915–1997   | Mai 1967 – 27. Oktober 1969 |

## Premierminister
| Name                      | Lebensdaten | Amtszeit                         |
| ------------------------- | ----------- | -------------------------------- |
| Robert Milton Cato        | s. o.       | 27. Oktober 1969 – April 1972    |
| James Fitz-Allen Mitchell | 1931–2021   | April 1972 – 8. Dezember 1974    |
| Robert Milton Cato        | s. o.       | 8. Dezember 1974 – 30. Juli 1984 |
| James Fitz-Allen Mitchell | s. o.       | 30. Juli 1984 – 27. Oktober 2000 |
| Arnhim Ulric Eustace      | * 1944      | 27. Oktober 2000 – 29. März 2001 |
| Ralph Gonsalves           | * 1946      | 29. März 2001 – amtierend        |